# 安藤ゆき
安藤 ゆき（あんどう ゆき、4月4日 - ）は、日本の漫画家。大阪府出身。

## 略歴
- 2004年 - 『デラックスマーガレット』（集英社）掲載の『星とハート』でデビュー[1]。
- 2009年 - 初の短編集『不思議なひと』を刊行。
- 2013年 - 短編集『透明人間の恋』が宝島社が発行する「このマンガがすごい!2014 オンナ編」で第17位にランクイン[1]。
- 2015年 - 『別冊マーガレット』（集英社）にて『町田くんの世界』の連載を開始[2]。同作は「このマンガがすごい! 2016 オンナ編」で第3位にランクインしたのを皮切りに[1][3]、フリースタイル社が発行する「THE BEST MANGA 2016 このマンガを読め!」で第7位[4]、全国の書店員とKADOKAWA『エンタミクス』編集部が選ぶ2015年の漫画ランキングで第9位にランクインし[5]、第19回文化庁メディア芸術祭マンガ部門では新人賞を受賞した[6]。
- 2016年 - 『町田くんの世界』で第20回手塚治虫文化賞・新生賞を受賞[7]。
- 2018年 - 『町田くんの世界』が完結[8]。同年5月25日に発売された単行本最終7巻の帯で映画化が発表された[9]。
- 2019年 - 6月7日に映画が公開された[10]。
- 2020年 - 『ビッグコミックスペリオール』（小学館）にて初の青年誌作品となる『地図にない場所』の連載を開始[11]。

## 作品リスト
特記している作品以外、全て集英社、マーガレットコミックスから刊行されている。
- 「もっと、生きたい…」（2006年、原作：Yoshi、全2巻）
- 不思議なひと（2009年5月30日発行、ISBN 978-4-08-846411-4）
  - 不思議なひと（『デラックスマーガレット』2009年1月号）
  - ちいさな恋のモノガタリ（『デラックスマーガレット』2008年11月号）
  - 悪魔のクロエ（『ザ マーガレット』2007年3月号）
  - アリス･イン･ワンダーランド（『デラックスマーガレット』2005年3月号）
  - SUGAR-COAT（『デラックスマーガレット』2004年11月号）
  - 星とハート（『デラックスマーガレット』2004年7月号、デビュー作）
- 透明人間の恋（2013年5月24日発売[12]、ISBN 978-4-08-845049-0）
  - 透明人間の恋（『別冊マーガレット』2013年2月号別冊ふろく『bianca』2 1/2号）
  - そこは注文の多い料理店（『bianca』2号（2012年11月号））
  - マトリョーシカ（『ザ マーガレット』2009年7月号）
  - 勝手な2人（『別冊マーガレットsister』2013年4月増刊号）
  - drops．（『別冊マーガレットsister』創刊号（2010年10月号））
- 昏倒少女（2015年2月25日発売[13][14]、ISBN 978-4-08-845352-1）
  - 昏倒少女（『別冊マーガレット』2014年10月号別冊ふろく『moi!』vol.8）
  - ホットアイスチューン（『別冊マーガレット』2012年9月号別冊ふろく『bianca』1 1/2号）
  - 溢れる（『別冊マーガレット』2013年10月号）
  - 炎のゆくえ[15]（『bianca』3号（2013年6月号））
  - パーティー（『ザ マーガレット』2011年8月号）
- 町田くんの世界（2015年 - 2018年、全7巻）
- 地図にない場所[16]（小学館、ビッグコミックス、『ビッグコミックスペリオール』2020年8号[11] - 2024年2号[17]、全5巻）
  1. 2020年11月30日発売[18][19]、ISBN 978-4-09-860761-7
  2. 2021年8月30日発売[20][21]、ISBN 978-4-09-861134-8
  3. 2022年8月30日発売[22]、ISBN 978-4-09-861398-4
  4. 2023年7月28日発売[23]、ISBN 978-4-09-862492-8
  5. 2024年3月29日発売[24]、ISBN 978-4-09-862695-3

### イラスト
- （タイトルなし）（『別冊マーガレット』2017年5月号別冊ふろく『カントリーサイド』）

### その他
- くらもち本 〜くらもちふさこ公式アンソロジーコミック〜（2018年1月25日発売[25]、ISBN 978-4-08-845887-8）
  - 幸福な食事（描きおろし）

### 単行本未収録作品
- ひびと（『ザ マーガレット』2005年7月号）
- 紅い糸（『ザ マーガレット』2009年6月号）
- 魚の夢（『デラックスマーガレット』2009年9月号）
- 愛の賛歌[26]（『bianca』創刊号（2012年6月号））
- 今日の町田くん（『別冊マーガレット』2013年7月号別冊ふろく『別マTWO』vol.12）
- 町田くんの世界（『別冊マーガレット』2017年8月号別冊ふろく『BETSUMA SPIN-OFF』）
- 君は愛（『別冊マーガレット』2019年6月号）

## 関連人物
- くらもちふさこ、いくえみ綾[21] - 「地図にない場所」2巻に絶賛、推薦コメントを寄せている。